# Destination Eurovision 2019
Destination Eurovision 2019 – show muzyczne, które miało na celu wybór francuskiego reprezentanta w Konkursie Piosenki Eurowizji 2019, organizowane przez nadawcę France Télévisions na kanale telewizyjnym France 2. Wygrał je Bilal Hassani z utworem „Roi” oraz liczbą 200 punktów, dzięki czemu został on reprezentantem Francji.

## Konkurs

### Konkursowe Piosenki
21 grudnia 2018 roku France 2 na swoim kanale w serwisie YouTube opublikowało skrócone wersje wszystkich 18 konkursowych piosenek.
| Artysta            | Piosenka                               | Autorzy Piosenki                                                            |
| ------------------ | -------------------------------------- | --------------------------------------------------------------------------- |
| Aysat              | „Comme une grande”                     | Aysat, Mohamed Zayana                                                       |
| Battista Acquaviva | „Passiò”                               | Florent Bidoyen, Théodore Eristoff, Battista Acquaviva                      |
| Bilal Hassani      | „Roi”                                  | Bilal Hassani, Madame Monsieur, Medeline                                    |
| Chimène Badi       | „Là-haut”                              | Yseult, Yacine Azeggagh, Corson, Boban Apostolov                            |
| Doutson            | „Sois un bon fils”                     | Mamadou Niakate, Jean-Pascal Anziani, Ryad Bouchami, Caz B                  |
| Emmanuel Moire     | „La promesse”                          | Emmanuel Moire                                                              |
| Florina            | „In The Shadow”                        | Manon Romiti, Silvio Lisbonne, Pierre-Laurent Faure, Adrien Levron          |
| Gabriella          | „On cherche encore (Never get enough)” | Gabriella Laberge, Christian Sbrocca, Richard Turcotte, Zander Howard Scott |
| Lautner            | „J’ai pas le temps”                    | John Mamann, Sophie Tapie, Johnny Goldstein, Koby Hass                      |
| Mazy               | „Oulala”                               | Julie Mazy                                                                  |
| Naestro            | „Le brasier”                           | Mark Hekic, Alexandra Maquet, Thierry Leteurtre                             |
| Silvàn Areg        | „Allez leur dire”                      | Caz B, Mamadou Niakate, Erick Ness                                          |
| Ugo                | „Ce qui me blesse”                     | Ugo Benterfa, Vicken Sayrin                                                 |
| Seemone            | „Tous les deux”                        | Fabrice Mantegna, Alexandre Mazarguil, Léa Simoncini                        |
| The Divaz          | „La Voix d’Aretha”                     | Yacine Azeggagh, Marielle Hervé                                             |
| Tracy De Sá        | „Por Aqui”                             | Tracy De Sá, Tiery-F                                                        |
| PhilipElise        | „Madame la Paix”                       | Elise Philip, Guillaume Soulan                                              |
| Noémie             | „Ma petite famille”                    | Noémie, Youssoupha, Cehashi                                                 |

## Półfinały

### 1 półfinał
| L.p. | Artysta            | Piosenka            | Cover (Oryginalny Artysta)                       | Jury | Telewidzowie | Łącznie | Miejsce |
| ---- | ------------------ | ------------------- | ------------------------------------------------ | ---- | ------------ | ------- | ------- |
| 1    | Naestro            | „Le brasier”        | „Perfect” (Ed Sheeran)                           | 12   | 8            | 20      | 9       |
| 2    | Florina            | „In The Shadow”     | „L 'hymne à l'amour”(Édith Piaf)                 | 0    | 21           | 21      | 8       |
| 3    | Chimène Badi       | „Là-haut”           | „Je ne regrette rien” (Édith Piaf)               | 22   | 44           | 66      | 2       |
| 4    | Battista Acquaviva | „Passiò”            | „Parla più piano” (Gianni Morandi)               | 2    | 29           | 31      | 7       |
| 5    | Silvàn Areg        | „Allez leur dire”   | „Un homme debout” (Claudio Capéo)                | 38   | 21           | 59      | 3       |
| 6    | Bilal Hassani      | „Roi”               | „Carmen” (Stromae)                               | 58   | 57           | 115     | 1       |
| 7    | Aysat              | „Comme une grande”  | „Dancing Queen” (ABBA)                           | 34   | 6            | 40      | 4       |
| 8    | Lautner            | „J’ai pas le temps” | „J’ai cherché” (Amir Haddad)                     | 26   | 9            | 35      | 5       |
| 9    | Mazy               | „Oulala”            | „Si seulement je pouvais lui manquer” (Calogero) | 18   | 15           | 3       | 6       |

#### Szczegółowe Głosowanie Międzynarodowego Jury
| Szczegółowe Głosowanie Międzynarodowego Jury | Szczegółowe Głosowanie Międzynarodowego Jury | Szczegółowe Głosowanie Międzynarodowego Jury | Szczegółowe Głosowanie Międzynarodowego Jury | Szczegółowe Głosowanie Międzynarodowego Jury | Szczegółowe Głosowanie Międzynarodowego Jury | Szczegółowe Głosowanie Międzynarodowego Jury |
| Piosenka                                     | Armenia                                      | Izrael                                       | Portugalia                                   | Serbia                                       | Wielka Brytania                              | Łącznie                                      |
| -------------------------------------------- | -------------------------------------------- | -------------------------------------------- | -------------------------------------------- | -------------------------------------------- | -------------------------------------------- | -------------------------------------------- |
| „Le brasier”                                 | —                                            | 2                                            | 2                                            | 2                                            | 6                                            | 12                                           |
| „In The Shadow”                              | —                                            | —                                            | —                                            | —                                            | —                                            | 0                                            |
| „Là-haut”                                    | 2                                            | 6                                            | 6                                            | —                                            | 8                                            | 22                                           |
| „Passiò”                                     | —                                            | —                                            | —                                            | —                                            | 2                                            | 2                                            |
| „Allez leur dire”                            | 10                                           | 12                                           | 10                                           | 6                                            | —                                            | 38                                           |
| „Roi”                                        | 12                                           | 10                                           | 12                                           | 12                                           | 12                                           | 58                                           |
| „Comme une grande”                           | 8                                            | 8                                            | 8                                            | 10                                           | —                                            | 34                                           |
| „J’ai pas le temps”                          | 4                                            | 4                                            | —                                            | 8                                            | 10                                           | 26                                           |
| „Oulala”                                     | 6                                            | —                                            | 4                                            | 4                                            | 4                                            | 18                                           |

### 2 półfinał
| L.p. | Artysta        | Piosenka                               | Cover (Oryginalny Artysta)           | Jury | Telewidzowie | Łącznie | Miejsce |
| ---- | -------------- | -------------------------------------- | ------------------------------------ | ---- | ------------ | ------- | ------- |
| 1    | Gabriella      | „On cherche encore (Never get enough)” | L'encre de tes yeux (Francis Cabrel) | 14   | 18           | 32      | 6       |
| 2    | The Divaz      | „La Voix d’Aretha”                     | Respect (Aretha Franklin)            | 26   | 28           | 54      | 3       |
| 3    | Ugo            | „Ce qui me blesse”                     | Résiste (France Gall)                | 30   | 8            | 38      | 5       |
| 4    | Tracy de Sá    | „Por Aqui”                             | Lose Yourself (Eminem)               | 2    | 13           | 15      | 8       |
| 5    | Emmanuel Moire | „La promesse”                          | Take on Me (a-ha)                    | 28   | 56           | 84      | 2       |
| 6    | Noémie         | „Ma petite famille”                    | Wonderwall (Oasis)                   | 8    | 6            | 14      | 9       |
| 7    | Seemone        | „Tous les deux”                        | Magnolias for ever (Claude François) | 60   | 53           | 113     | 1       |
| 8    | Doutson        | „Sois un bon fils”                     | Femme libérée (Cookie Dingler)       | 24   | 15           | 39      | 4       |
| 9    | PhilipElise    | „Madame la Paix”                       | J'veux du soleil (Au P'tit Bonheur)  | 18   | 13           | 31      | 7       |

#### Szczegółowe głosowanie międzynarodowego jury
| Szczegółowe Głosowanie Międzynarodowego Jury | Szczegółowe Głosowanie Międzynarodowego Jury | Szczegółowe Głosowanie Międzynarodowego Jury | Szczegółowe Głosowanie Międzynarodowego Jury | Szczegółowe Głosowanie Międzynarodowego Jury | Szczegółowe Głosowanie Międzynarodowego Jury | Szczegółowe Głosowanie Międzynarodowego Jury |
| Piosenka                                     | Armenia                                      | Austria                                      | Czechy                                       | Gruzja                                       | Szwecja                                      | Łącznie                                      |
| -------------------------------------------- | -------------------------------------------- | -------------------------------------------- | -------------------------------------------- | -------------------------------------------- | -------------------------------------------- | -------------------------------------------- |
| „On cherche encore (Never get enough)”       | —                                            | 10                                           | 4                                            | —                                            | —                                            | 14                                           |
| „La Voix d’Aretha”                           | 2                                            | 8                                            | 6                                            | 6                                            | 4                                            | 26                                           |
| „Ce qui me blesse”                           | 8                                            | 4                                            | —                                            | 8                                            | 10                                           | 30                                           |
| „Por Aqui”                                   | —                                            | —                                            | —                                            | —                                            | 2                                            | 2                                            |
| „La promesse”                                | 10                                           | 6                                            | —                                            | 4                                            | 8                                            | 28                                           |
| „Ma petite famille”                          | —                                            | —                                            | 8                                            | —                                            | —                                            | 8                                            |
| „Tous les deux”                              | 12                                           | 12                                           | 12                                           | 12                                           | 12                                           | 60                                           |
| „Sois un bon fils”                           | 6                                            | —                                            | 10                                           | 2                                            | 6                                            | 24                                           |
| „Madame la Paix”                             | 4                                            | 2                                            | 2                                            | 10                                           | —                                            | 18                                           |

## Finał
| L.p. | Artysta        | Piosenka           | Cover (Oryginalny Artysta)             | Jury | Telewidzowie | Łącznie | Miejsce |
| ---- | -------------- | ------------------ | -------------------------------------- | ---- | ------------ | ------- | ------- |
| 1    | Chimène Badi   | „Là-haut”          | „Ne partez pas sans moi” (Céline Dion) | 56   | 63           | 119     | 3       |
| 2    | Silvàn Areg    | „Allez leur dire”  | „Le Dernier qui a parlé...” (Amina)    | 76   | 26           | 102     | 5       |
| 3    | The Divaz      | „La voix d'Aretha” | „Waterloo” (ABBA)                      | 44   | 48           | 92      | 6       |
| 4    | Emmanuel Moire | „La promesse”      | „Euphoria” (Loreen)                    | 64   | 51           | 115     | 4       |
| 5    | Doutson        | „Sois un bon fils” | „J’ai cherché” (Amir Haddad)           | 10   | 8            | 18      | 8       |
| 6    | Seemone        | „Tous les deux”    | „L'oiseau et l'enfant” (Marie Myriam)  | 94   | 62           | 156     | 2       |
| 7    | Bilal Hassani  | „Roi”              | „Fuego” (Eleni Foureira)               | 50   | 150          | 200     | 1       |
| 8    | Aysat          | „Comme une grande” | „Fairytale” (Alexander Rybak)          | 26   | 12           | 38      | 7       |

### Szczegółowe Głosowanie Międzynarodowego Jury
| Szczegółowe Głosowanie Międzynarodowego Jury | Szczegółowe Głosowanie Międzynarodowego Jury | Szczegółowe Głosowanie Międzynarodowego Jury | Szczegółowe Głosowanie Międzynarodowego Jury | Szczegółowe Głosowanie Międzynarodowego Jury | Szczegółowe Głosowanie Międzynarodowego Jury | Szczegółowe Głosowanie Międzynarodowego Jury | Szczegółowe Głosowanie Międzynarodowego Jury | Szczegółowe Głosowanie Międzynarodowego Jury | Szczegółowe Głosowanie Międzynarodowego Jury | Szczegółowe Głosowanie Międzynarodowego Jury | Szczegółowe Głosowanie Międzynarodowego Jury |
| Piosenka                                     | Albania                                      | Białoruś                                     | Cypr                                         | Niemcy                                       | Irlandia                                     | Izrael                                       | Włochy                                       | Rosja                                        | Hiszpania                                    | Szwajcaria                                   | Łącznie                                      |
| -------------------------------------------- | -------------------------------------------- | -------------------------------------------- | -------------------------------------------- | -------------------------------------------- | -------------------------------------------- | -------------------------------------------- | -------------------------------------------- | -------------------------------------------- | -------------------------------------------- | -------------------------------------------- | -------------------------------------------- |
| „Là-haut”                                    | 6                                            | 10                                           | 4                                            | 10                                           | 2                                            | —                                            | 4                                            | 12                                           | 2                                            | 6                                            | 56                                           |
| „Allez leur dire”                            | 4                                            | 2                                            | 8                                            | 8                                            | 12                                           | 10                                           | 2                                            | 6                                            | 12                                           | 12                                           | 76                                           |
| „La voix d'Aretha”                           | —                                            | 6                                            | 2                                            | 2                                            | —                                            | 12                                           | 6                                            | 10                                           | 4                                            | 2                                            | 44                                           |
| „La promesse”                                | 8                                            | 8                                            | 10                                           | 4                                            | 8                                            | —                                            | 10                                           | 8                                            | 8                                            | —                                            | 64                                           |
| „Sois un bon fils”                           | 2                                            | —                                            | —                                            | —                                            | 4                                            | 4                                            | —                                            | —                                            | —                                            | —                                            | 10                                           |
| „Tous les deux”                              | 12                                           | 12                                           | 12                                           | 12                                           | 10                                           | 8                                            | 12                                           | —                                            | 6                                            | 10                                           | 94                                           |
| „Roi”                                        | 10                                           | 4                                            | 6                                            | 6                                            | 6                                            | 2                                            | —                                            | 2                                            | 10                                           | 4                                            | 50                                           |
| „Comme une grande”                           | —                                            | —                                            | —                                            | —                                            | —                                            | 6                                            | 8                                            | 4                                            | —                                            | 8                                            | 26                                           |